# إسحاق مور
إسحاق مور (بالإنجليزية: Isaac Moore)‏ (8 أبريل 1867 بدندي في المملكة المتحدة - 10 سبتمبر 1954) هو لاعب كرة قدم بريطاني (وحمل سابقاً جنسية المملكة المتحدة لبريطانيا العظمى وأيرلندا) في مركز نصف الجناح. لعب مع أستون فيلا وسويندون تاون وNewcastle West End F.C. ‏ وBurton Wanderers F.C. ‏ ولينكولن سيتي أف سي.